# Francesco Sferra
Francesco Sferra (Roma, 16 marzo 1965) è un indologo italiano.

## Biografia
Laureato presso l'Università degli Studi di Roma "La Sapienza", ha studiato sotto la guida di Raniero Gnoli e Corrado Pensa.
Ha conseguito il dottorato di ricerca in sanscrito presso la stessa Università.
Dopo un periodo di insegnamento di sanscrito presso l'Istituto Orientale di Napoli, nel novembre 2002 è stato nominato professore associato di "Sanscrito e Indologia" presso il Dipartimento di Studi asiatici, della stessa università. Attualmente è professore ordinario presso la stessa università
Ha ricoperto l'incarico di direttore del "Dipartimento di Studi Asiatici" dell'Università degli Studi di Napoli "L'Orientale" (ora divenuto Dipartimento Asia, Africa, Mediterraneo).

## Opere
- Ṣaṭsāhasrikākhyā Hevajratantrapiṇḍārthaṭīkā di Vajragarbha. Traduzione ed edizione critica, Roma, 1999.
- La rivelazione del Buddha. I testi antichi, a cura di Raniero Gnoli. Traduzioni e commento di C. Cicuzza et alii, I Meridiani. Classici dello Spirito, Arnoldo Mondadori Editore, Milano, 2001.
- La rivelazione del Buddha. Il Grande veicolo, a cura di Raniero Gnoli. Traduzioni e commento di C. Cicuzza et alii, I Meridiani. Classici dello Spirito, Arnoldo Mondadori Editore, Milano, 2004